# Color Code-Biowanze/Saison 2014
Dieser Artikel listet Erfolge und Fahrer des Radsportteams Color Code-Biowanze in der Saison 2014 auf.

## Abgänge – Zugänge
| Zugänge           | Team 2013                      | Abgänge                 | Team 2014             |
| ----------------- | ------------------------------ | ----------------------- | --------------------- |
| Gaëtan Pons       | T.Palm-Pôle Continental Wallon | Boris Vallée            | Lotto Belisol         |
| Robin Bleus       | Neoprofi                       | Serge De Wortelaer      | Veranclassic-Doltcini |
| Thomas Deruette   | Neoprofi                       | Florent Mottet          | Wallonie-Bruxelles    |
| Tom Galle         | Neoprofi                       | Loïc Pestiaux           | Wallonie-Bruxelles    |
| Julien Kaise      | Neoprofi                       | Quentin Hoper           | Karriereende          |
| Rémy Mertz        | Neoprofi                       | Quentin Van Heuverswijn | Unbekannt             |
| Maximilien Picoux | Neoprofi                       |                         |                       |

## Mannschaft
| Name              | Geburtstag         | Nationalität |
| ----------------- | ------------------ | ------------ |
| Robin Bleus       | 11. Oktober 1995   | Belgien      |
| Ludwig De Winter  | 31. Dezember 1992  | Belgien      |
| Florent Delfosse  | 28. August 1993    | Belgien      |
| Thomas Deruette   | 6. Juli 1995       | Belgien      |
| Tom Galle         | 13. September 1995 | Belgien      |
| Arnaud Géromboux  | 8. April 1991      | Belgien      |
| Romain Hubert     | 26. August 1994    | Belgien      |
| Julien Kaise      | 12. Januar 1995    | Belgien      |
| Jérôme Kerf       | 1. September 1993  | Belgien      |
| Antoine Leleu     | 20. September 1993 | Belgien      |
| Rémy Mertz        | 17. Juli 1995      | Belgien      |
| Maximilien Picoux | 12. November 1995  | Belgien      |
| Gaëtan Pons       | 1. Januar 1992     | Belgien      |
| Ludovic Robeet    | 22. Mai 1994       | Belgien      |
| Antoine Warnier   | 24. Juni 1993      | Belgien      |
| Thomas Wertz      | 6. November 1992   | Belgien      |